# Jöns Abrahamsson Ram
Jöns Abrahamsson Ram, även känd som Pottetorpa herre född 1791, död 1849, var en småländsk bonde i Jungfruboda, Västra Torsås socken, känd för sin styrka och längd.
Enligt lokal tradition skall Jöns Abrahamsson Ram varit 13 kvarter och en tvärhand hög, omkring två meter lång och haft fyra-fem mans styrka. Han skall ha kunnat ta ett timmerträd på axeln och skall ha burit en hundrakilos säck med salt från Karlshamn utan att vila. Enligt sägnerna skall hans styrka ha kommit sig av att han var halvtroll. På en akvarell av Växjö torg före branden 1838 på Smålands museum avbildas Jöns Abrahamsson Ram bland personerna .